# U-97 (1940)
U-97 — средняя немецкая подводная лодка типа VIIC времён Второй мировой войны.

## История
Заказ на постройку субмарины был отдан 30 мая 1938 года. Лодка была заложена 27 сентября 1939 года на верфи «Германиаверфт» в Киле под строительным номером 602, спущена на воду 15 августа 1940 года. Лодка вошла в строй 28 сентября 1940 года под командованием капитан-лейтенанта Удо Хейлманна.

### Командиры
- 28 сентября 1940 года — май 1942 года Удо Хейлманн
- май — 15 октября 1942 года Фридрих Бюргель
- 2 февраля — 16 июня 1943 года капитан-лейтенант Ганс-Георг Трокс

### Флотилии
- 28 сентября 1940 года — 31 января 1941 года — 7-я флотилия (учебная)
- 1 февраля — 31 октября 1941 года — 7-я флотилия
- 1 ноября 1941 года — 30 апреля 1942 года — 23-я флотилия
- 1 мая 1942 года — 16 июня 1943 года — 29-я флотилия

### История службы
Лодка совершила 13 боевых походов. Потопила 15 судов суммарным водоизмещением 64 404 брт и вспомогательный военный корабль (6 833 брт), повредила одно судно водоизмещением 9 718 брт.
Потоплена 16 июня 1943 года в Средиземном море, к западу от Хайфы, в районе с координатами 33°00′ с. ш. 34°00′ в. д. глубинными бомбами с австралийского самолёта типа «Хадсон». 27 человек погибли, 21 член экипажа спасся.

### Атаки на лодку
27 марта 1942 года в восточном Средиземноморье лодку атаковал британский самолёт типа «Сандерленд», сбросивший пять бомб. Повреждений не было.